# Miguel Ángel Cadenas Cardo
Miguel Ángel Cadenas Cardo OSA (ur. 21 października 1965 w Laguna de Negrillos) – hiszpański duchowny katolicki, wikariusz apostolski Iquitos w Peru od 2021.

## Życiorys

### Prezbiterat
Święcenia kapłańskie przyjął 27 listopada 1993 w zakonie augustianów. Po krótkim stażu wikariuszowskim wyjechał do Peru i pracował duszpastersko w zakonnych parafiach. Był też m.in. wychowawcą augustiańskiego seminarium duchownego w Trujillo oraz przełożonym regionalnym.

### Episkopat
15 maja 2021 papież Franciszek mianował go wikariuszem apostolskim Iquitos. Sakry udzielił mu 18 lipca 2021 biskup Julián García Centeno.